# Taxi 3
Taxi 3 este un film francez de comedie-acțiune din 2003, regizat de Gérard Krawczyk. Acesta este o continuare a filmului Taxi 2 (2000) și este urmat de Taxi 4 (2007).

## Distribuție

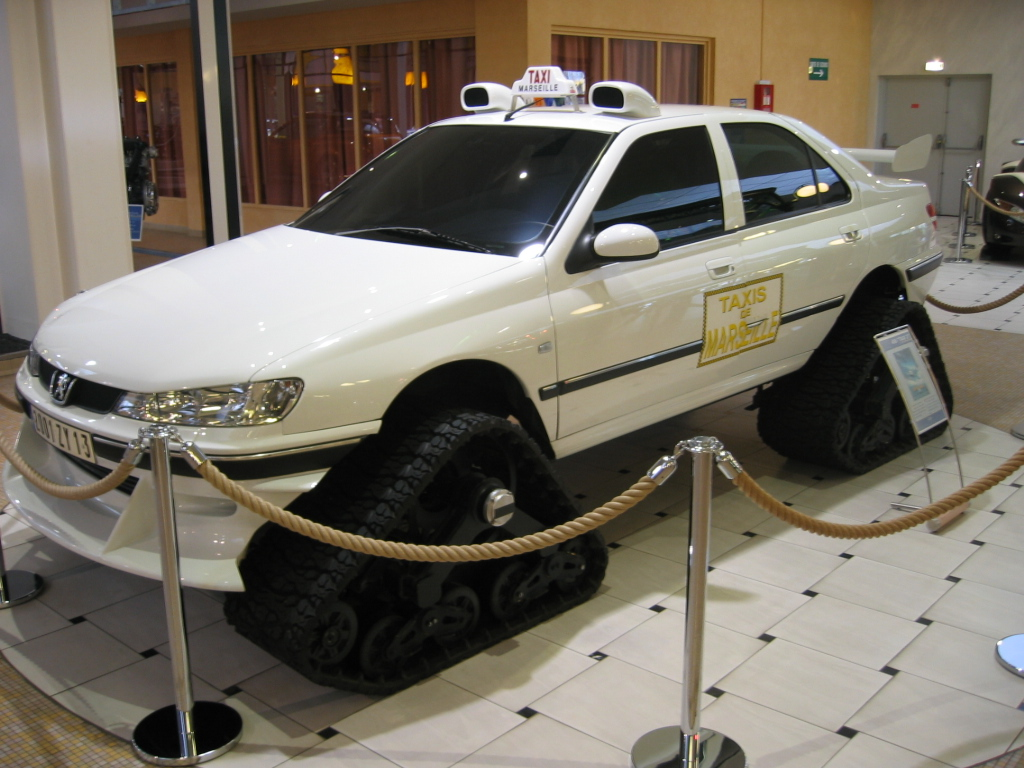
Peugeot 406 din film la ″Musée de l’Aventure Peugeot″ din Sochaux

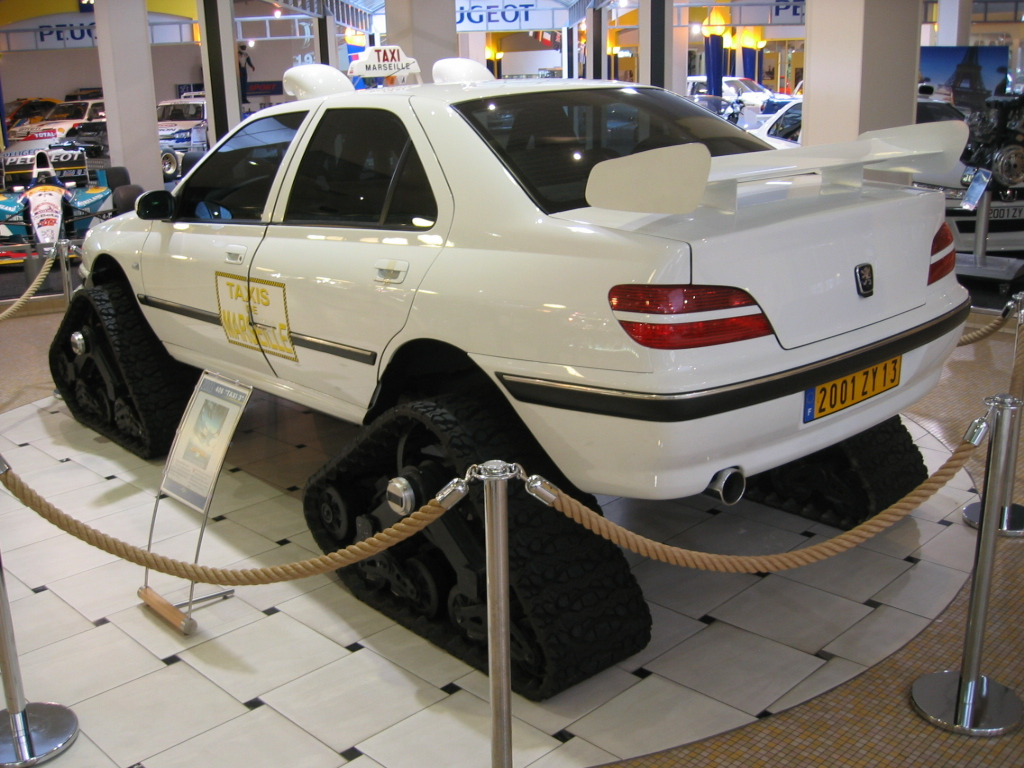
Peugeot 406 din film la ″Musée de l’Aventure Peugeot″ din Sochaux

- Samy Naceri în rolul lui Daniel Morales
- Frédéric Diefenthal în rolul lui Émilien Coutant-Kerbalec
- Bernard Farcy în rolul Superintendentului Gibert
- Bai Ling în rolul lui Qiu
- Emma Wiklund în rolul lui Petra
- Marion Cotillard în rolul lui Lilly Bertineau
- Edouard Montoute în rolul lui Alain
- Jean-Christophe Bouvet în rolul Generalului Edmond Bertineau
- Patrice Abbou în rolul lui Rachid
- Claude Sese în rolul lui Planton
- David Gabison în rolul Ministrului
- Jean-Louis Schlesser : Le flic voiture rapide
- Gérard Krawczyk : Flic radar #1
- Vincent Tulli : Flic radar #2
- Christian Waldner în rolul lui Moș Crăciun pe scooter
- Bonnafet Tarbouriech în rolul farmacistului

Cameo
- Sylvester Stallone a avut o apariție cameo la începutul filmului, ca pasager de taxi, vocea sa fiind dublată întrucât el nu vorbește franceza.

## Coloana sonoră
Lista pieselor
1. Making Off (Générique) - Dadoo
2. Qu'Est-C'Tu Fous Cette Nuit? - Busta Flex & Humphrey
3. Match Nul - Éloquence & Kayliah
4. Les Rues De Ma Vie - Booba & Nessbeal
5. Plus Vite Que Jamais - Lara
6. Where'S Yours At? - Pharrell Williams & Rohff
7. 10 Minutes Chrono - 113
8. Vivre Sans Ça - China, Dadoo & Diam's
9. Gotta Drive - Ärsenik & Lara
10. Tarif C - Oxmo Puccino
11. L'Allumage - Willy Denzey
12. J'Accélère - Pit Baccardi
13. Profite - Costello
14. Laissez-Nous Vivre - Corneille
15. P'Tite Sœur - Dadoo & Leslie
16. Trouble - Intouchable & OGB
17. Find My Way - N.E.R.D
18. Love - Lynnsha & Soundkail
19. Du Spy Dans L'Air - Doc Gynéco